# Downburst
Downburst és el setè àlbum d'estudi pel grup alemany de metal Brainstorm, publicat el 25 de gener del 2008. L'anterior baixista Andreas Mailänder marxa abans de les gravacions, per tant el baix és a càrrec de Torsten i Milan en aquest àlbum.

## Llista de cançons
Totes les cançons són escrites i arranjades per Brainstorm.
1. "Falling Spiral Down" – 4:34
2. "Fire Walk With Me" – 4:24
3. "Stained With Sin" – 3:38
4. "Redemption In Your Eyes" – 4:26
5. "End In Sorrow" – 4:48
6. "How Do You Feel" – 3:49
7. "Protect Me From Myself" – 4:42
8. "Surrounding Walls" – 4:10
9. "Frozen" – 4:37
10. "All Alone" – 4:14

L'edició limitada europea també inclou:
1. "Crawling In Chains" - 3:47
2. "Hold Tight" - 4:06

## Formació
- Andy B. Franck - Cantant
- Torsten Ihlenfeld - Guitarra, Baix & Veu de fons
- Milan Loncaric - Guitarra, Baix & Veu de fons
- Dieter Bernert - Bateria

Font d'informació:Web Oficial de Brainstorm